# Rafael Rangel (municipalité)
Pour les articles homonymes, voir Rangel.
Rafael Rangel est l'une des vingt municipalités de l'État de Trujillo au Venezuela. Son chef-lieu est Betijoque. En 2011, la population s'élève à 22 153 habitants.

## Géographie

### Subdivisions
La municipalité est divisée en quatre paroisses civiles avec, chacune à sa tête, une capitale (entre parenthèses) :
- Betijoque (Betijoque) ;
- José Gregorio Hernández (Isnotú) ;
- La Pueblita (Las Rurales) ;
- Los Cedros (Los Cedros).